# Nardus
- Commons
- Wikispecies

Nardus L. é um género botânico pertencente à família Poaceae.

## Sinonímia
- Natschia Bubani

## Espécies
| - Nardus aristata - Nardus articulata - Nardus ciliaris - Nardus ciliata - Nardus dactyloides | - Nardus gangitis - Nardus glabriculmis - Nardus incurva - Nardus indica - Nardus monandra | - Nardus scorpioides - Nardus stricta - Nardus thomaea |

- «Lista completa»

## Classificação do gênero
| Sistema | Classificação                     | Referência               |
| ------- | --------------------------------- | ------------------------ |
| Linné   | Classe Triandria, ordem Monogynia | Species plantarum (1753) |

- «PPP-Index» (em alemão)
- «USDA Plants Database» (em inglês)
- «Germplasm Resources Information Network (GRIN)» (em inglês)